# Georg von Tiesenhausen
Pour les autres membres de la famille, voir Tiesenhausen.
Georg von Tiesenhausen, né le 18 mai 1914 à Riga (gouvernement de Livonie, Empire russe) et mort le 3 juin 2018 à Huntsville (Alabama, États-Unis), est un ingénieur germano-américain.
Il joue un rôle important dans le domaine spatial à travers plusieurs contributions au programme Apollo.

## Biographie
Georg von Tiesenhausen est un étudiant germano-balte durant la Seconde Guerre mondiale lorsqu'il  est envoyé sur le Front de l'Est pour combattre dans la Wehrmacht. Mais l'Allemagne manque d'ingénieurs et il est rappelé en 1943 pour poursuivre ses études. Durant les deux dernières années de la guerre, il fait partie des jeunes ingénieurs qui travaillent à Peenemünde sur le développement des missiles V2. Après la fin de la guerre, il est recruté en 1949 comme ingénieur chez un constructeur allemand de guindeaux. En 1953, Georg rejoint l'équipe de Wernher von Braun qui travaille à Huntsville (États-Unis) sur le programme de missiles balistiques de l'Armée de Terre américaine. Il est intégré comme ses compatriotes en 1960 dans l'agence spatiale civile américaine, la NASA, qui est créée à cette époque.
Dans le cadre du programme Apollo, il met au point le système de mâchoires qui doit retenir la fusée géante Saturn V durant les trois premières secondes qui suivent la mise à feu des moteurs du premier étage. En 1963, il devient responsable de la conception du rover lunaire du programme Apollo qui est utilisé pour la première fois au cours de la mission Apollo 15 en juillet 1971. Il travaille 33 ans à la NASA avant de prendre sa retraite.